# Churchbridge (Saskatchewan)
Churchbridge – miasto leżące w południowo-środkowej części prowincji Saskatchewan w Kanadzie.
- Powierzchnia: 2.76 km²
- Ludność: 704 (2006)